# Malotte Creek
Malotte Creek är ett vattendrag i Kanada.   Det ligger i provinsen Ontario, i den sydöstra delen av landet, 100 km väster om huvudstaden Ottawa.
I omgivningarna runt Malotte Creek växer i huvudsak blandskog. Trakten runt Malotte Creek är nära nog obefolkad, med mindre än två invånare per kvadratkilometer.